# Tassilo Wallentin
Tassilo Wallentin (ur. 25 grudnia 1973 w Wiedniu) – austriacki prawnik, publicysta i polityk, kandydat w wyborach prezydenckich.

## Życiorys
Po nauce w szkole średniej odbył roczną służbę wojskową. Ukończył następnie studia prawnicze na Uniwersytecie w Salzburgu (Mag. iur. w 1997, Dr. iur. w 1998). Krótko był asystentem na macierzystej uczelni. Kształcił się później w Stanach Zjednoczonych, gdzie w 2000 uzyskał magisterium z prawa w McGeorge School of Law, a także praktykował w firmie prawniczej w San Francisco. Po powrocie do Austrii w 2002 uzyskał uprawnienia adwokata, podejmując praktykę w tym zawodzie. Obejmował też różne stanowiska w spółkach prawa handlowego. Reprezentował m.in. dziennikarza i wydawcę Hansa Dichanda. Zajął się również działalnością publicystyczną jako autor cotygodniowego artykułu w niedzielnym wydaniu „Kronen Zeitung”.
Zarejestrował swoją kandydaturę w wyborach prezydenckich w 2022. W jego kampanię (również finansowo) zaangażował się przedsiębiorca Frank Stronach. W pierwszej turze głosowania z 9 października 2022 Tassilo Wallentin zajął 4. miejsce wśród 7 kandydatów, otrzymując 8,1% głosów.